# Stortjärnen (Lycksele socken, Lappland, 721721-160746)
Stortjärnen är en sjö i Lycksele kommun i Lappland och ingår i Umeälvens huvudavrinningsområde. Sjön har en area på 0,0868 kvadratkilometer och ligger 348,1 meter över havet.

## Delavrinningsområde
Stortjärnen ingår i det delavrinningsområde (721371-160789) som SMHI kallar för Inloppet i Långtjärnen. Medelhöjden är 351 meter över havet och ytan är 28,07 kvadratkilometer. Det finns inga avrinningsområden uppströms utan avrinningsområdet är högsta punkten. Stenträskbäcken som avvattnar avrinningsområdet har biflödesordning 3, vilket innebär att vattnet flödar genom totalt 3 vattendrag innan det når havet efter 202 kilometer. Avrinningsområdet består mestadels av skog (67 procent) och sankmarker (24 procent). Avrinningsområdet har 1,4 kvadratkilometer vattenytor vilket ger det en sjöprocent på 5 procent.